# Biandronno
Biandronno es un municipio italiano de la provincia de Varese, región de Lombardía, con 3.271 habitantes.

## Evolución demográfica
| Gráfica de evolución demográfica de Biandronno entre 1861 y 2001 |
|                                                                  |
| Fuente ISTAT - elaboración gráfica de Wikipedia                  |